# 川畑真人

川畑 真人（かわばた まさと、1977年10月15日 - ）は、大阪府出身のドリフトドライバー、大阪府四條畷市のチューニングショップ「TRUE MAN RACING」代表。D1グランプリに参戦している。

## プロフィール
- 身長：173cm[1]
- 体重：62kg[1]
- 血液型：Rh+O型[1]
- ニックネーム：まさと[1]
- 愛車：日産・180SX（練習機、TRUE MAN RACINGのデモカー）、スズキ・ジムニー（JB23）[2]、ホンダ・エイプ100[3]など

## 来歴
中学生の頃、ビデオオプションを見てドリフトに憧れ、峠やサーキットに行きドリフトを見学するようになる。高校時代はバイクに熱中し、また当時アルバイトをしていた走り屋が集まるガソリンスタンドで、当時店の走り屋常連客であった黒井敦史と出会い、後にドリフトの師弟関係を築く。
免許取得後すぐにドリフトを始める。20代前半に出場したエビスサーキットの走行会で、GPスポーツの駒形行春社長から自社製エアロ装着を提案され、パーツの協賛を受けるようにになる。2003年には大阪から新潟に引っ越し、同社の社員になった。（2014年8月末で退社）。当時はゴールドにペイントした180SXを使用していた。
2002年6月にエビスサーキットで開催された第1回アドバンドリフトミーティングで優勝し、D1のライセンスを獲得する。D1グランプリ初参戦は2002年第4戦。当初は勤め先であるGPスポーツ製作の180SXで参戦していた。2004年に平岡英郎が離脱したワークスチームのトラストに抜擢され、シルビア（S15）に乗りシーズン後半になって追走に進出するようになる。また、第2回D1団体戦で優勝したことにより、同年のD1開幕戦アメリカ・アーウィンデールに招待された。
2005年は上位入賞を重ね、ランキング5位と飛躍した。2006年は、第7戦富士で初優勝。この勝利がトーヨータイヤ勢の初勝利でもあった。チャンピオンを争った熊久保信重、野村謙、風間靖幸に続くランキング4位となる。
2007年は同じトーヨータイヤ勢だった黒井敦史・佐久間達也と「Team TOYO TIRES Drift」を結成。マシンそのものはトラストワークス時代のS15を引き継いだが、黒井・佐久間と共に共通のグラフィックを施したマシンでの出走となった。開幕戦エビスで2位と好スタートを切ったが、第2戦富士の追走ベスト8で300Rからアドバンコーナーへ進入する際に斎藤太吾と高速で接触し、そのままタイヤバリアに激突。川畑本人は軽い打撲で済んだが、マシンは全損。D1最大とも言われる大クラッシュとなってしまった。第3戦鈴鹿には、製作が間に合ったニューマシンのS15シルビアを投入。単走ではD1初の3本全てで100点を獲得し、この年から施行された単走で3本連続100点を獲得した者に贈られる「土屋圭市賞」を初受賞、賞金10万円を獲得。前戦のクラッシュの影響を感じさせない走りを見せた。第4戦SUGOではシーズン初優勝、第6戦オートポリスで2勝目、最終戦ではシーズン初の追走1回戦敗退を喫し、自力でのチャンピオン獲得の可能性が消滅するも、ランキング2位からの逆転連覇を目指していた熊久保が準決勝で敗退。わずか1ポイント差ながら、初のD1シリーズチャンピオンを獲得した。
2008年もTOYOからシルビアで参戦。開幕戦で優勝を飾るものの、最終的なランキングは6位で終えた。2008年第2戦富士からは新規に制作した180SXで参戦しており、毎年のようにチャンピオン争いに加わるものの、なかなかチャンピオンに届かないという展開だったが、2013年に第3戦で単走追走共に優勝してランキングトップに立った後、そのまま逃げ切り2度目のチャンピオンを獲得した（単走ランキングでもチャンピオンを獲得しており、単走ランキングが設定されて以降初の総合及び単走の両チャンピオン獲得となった）。
2014年にトラストに復帰し、D1初となる日産・GT-Rで参戦。この年にはD1GPの特別戦であるD1 ワールドチャンピオンズで優勝を飾り、2015年にはD1で再びシリーズ総合チャンピオンとなった。
2016年には1380馬力の日産・GT-Rドライブし、ドリフト最高速の304.96km/hを記録してギネスブックに登録された。
2017年にはドリフト初の国際自動車連盟（FIA）格式イベントとなったFIA インターコンチネンタル・ドリフティング・カップに参戦、総合優勝を飾り記念すべき初代チャンピオンとなった。その後、2018年限りで長年関係のあったトラストから離脱となる。
2019年からは再びチームTOYOとしての体制に戻ったが、マシンはこの年の目玉マシンだったトヨタ・GRスープラでの参戦となった。シーズン前のエキシビションラウンドでの投入を目指したが、初日には間に合わず、プライベート仕様の180SXで参戦。2日目にはスープラが間に合い、ここでの出走となった。エンジンは当初2JZ-GTEであったが、最終戦ではV型8気筒の3UZ-FEに変更。また8月にはアジアクロスカントリーラリー2019に俳優の哀川翔率いる、FLEX SHOW AIKAWA Racing with TOYO TIRESからトヨタ・ランドクルーザープラドで参戦、クロスカントリーラリー初挑戦ながらT1-G(改造クロスカントリー車両ガソリンエンジンクラス)2位入賞を果たす。
2020年、D1GP開幕戦奥伊吹にて日比野哲也を下し優勝。川畑にとって2017年以来の優勝であり、GRスープラD1初優勝でもある。
2021年も引き続きGRスープラで参戦したが、第9戦オートポリスの4位が最高でシリーズ総合18位に終わった。また、同年12月に長野県で開催された第1回のジャパン・クロスカントリーラリー（JCCR）では総合優勝を果たした。
2022年もTOYOに所属し、WISTERIAが制作した2JZ-GTE搭載のトヨタ・GR86にマシンチェンジ。突貫制作となったことでスペアパーツをほぼ持たない状態での開幕となったが、開幕戦富士にて優勝。GR86のデビューウィンに貢献した。その後も第7戦オートポリスでの優勝を含めコンスタントにポイントを積み重ね、自身3度目となる単走シリーズチャンピオンに輝き、総合でもシリーズ2位となった。
2023年も同様のチーム体制とマシンでD1GPに参戦。第5戦エビスでは、追走トーナメント決勝戦で村上満とのGR86同士の対戦を制し優勝を果たすなど活躍したものの、全10戦中4戦で予選落ちするなど調子が振るわず最終的なシリーズランキングは9位となった。
2024年もチーム体制とマシンの変更もなくD1GPに参戦。全10戦中3戦は単走落ちし、昨年と同様調子は振るわなかったものの、第8戦オートポリスでは、追走トーナメント決勝戦で斎藤太吾と対戦するも準優勝、両者共にコースアウト続出の大波乱となった。その後最終戦お台場で優勝を果たし、総合ランキング6位でシリーズを終えた。

## 人物・エピソード
- 角度とスピードを融合させたアグレッシブな走りが強みであり[14]、単走・追走共に得意とする。一方で激しい走りからD1参戦当初はクラッシュが多かったことやダートに外れてでもドリフト走行を続けたことから、審査委員長の土屋圭市から「川畑、そこはコースじゃない」というコメントが定番化した時期があった。2009年D1GP第4戦岡山の単走で、進入角度が90度を超える強烈なドリフトを披露。審査員全員が「技術のない100点!」と言い100点を付け、審査委員長の土屋圭市は「物理の法則に反するだろ！」と評した[15]。
- 2015年に行われたお台場のエキシビジョンでは翌日にロシアでのエキシビジョンに向けた積み込みがあるにもかかわらず、追走で時田雅義のマシンと接触しドアを大きく破損。その後、決勝戦にてコンクリートウォールに激突しマシンは大破。現地で修理するため、メカニックが手持ちでパーツを持ち込むこととなった。
- 2007年第2戦富士でのクラッシュで運ばれたメディカルセンターでレントゲンを撮ったところ、首の骨が1個多いことが判明した。当時、ぶつかったショックよりも首の骨が多いことの方がショックが大きかった[要出典]。
- 2009年のエキシビジョンお台場の追走にて、コーナーを曲がり切れずスポンジバリアに衝突した先行の川畑のマシンのリアに、後追いの古口美範のマシンの側面が追突し、Tボーンクラッシュとなってしまった[16]。大会の後、川畑が栃木県にある古口の自宅まで謝罪しに行ったところ快く許してもらえたという。
- 日頃は低姿勢な反面、酒癖が悪い一面もある。イギリスで行なわれたD1エキシビジョン参戦時、酔ってパスポートを落としたことがある（後にチームのスタッフが拾って事なきを得た）[要出典]。また、2006年のD1UKエキシビジョンの打ち上げでは泥酔して野村謙に「ちょっとは人気あるからって調子乗るな。」と言い放った[要出典]。また、2015年に行われたロシアでのエキシビジョン戦の翌日に行われた打ち上げでは、前日に優勝した日比野哲也の優勝メダルを海に投げた（日比野自身が着水前にキャッチし、事なきを得た）[17]。
- PUMAシューズにこだわりを持つ。仕事用、プライベート用のほか、レーシングシューズもPUMA製。「PUMA以外の靴は絶対に履きません」とのこと[4]。
- 高校3年生の時に買った日産・180SXが最初のドリ車[4]。以来180SXに対しては強いこだわりを持っており、D1GPでも参戦初期や2008年から2013年にかけては180SXを使用していた。現在も練習機や自身のショップデモカーとするなど、同車への愛を覗かせる場面が多々見られる。
- かつてはD1でも屈指のシャコタン派の一人であり、走り屋時代には180SXのシャコタン仕様がフィーチャーされて当時のOPTION2ビデオに出演したほど。しかし2010年代中盤からは角度をつけた状態でのコーナー進入を極めるべく、特にフロントの車高をアップさせる「シャコタカ」を積極的に提唱するようになった（奇しくもそれは師匠・黒井のマシン理論と重なる）[18]。各地の走行会でシャコタカマシンを走らせ、その印象を強めている。
- 中村直樹とは関西の先輩後輩の関係であり、中村が18歳の時に峠でギャラリーしていた際、同乗走行でドリフトを体験させたことがある。その後、中村が帰ろうとしていたところ、川畑は峠の下のカーブで正面衝突していたという[19]。